# Parc de les Muntanyetes
El Parc de les Muntanyetes és un parc situat al barri de Lloreda de Badalona. Amb una superfície de 3,4 ha, està delimitat pels carrers de Mendelssohn, Rossini, Apenins, el passeig d'Olof Palme i el carrer de Liszt. Va ser construït en dues fases, sent finalitzada la segona l'any 2003.

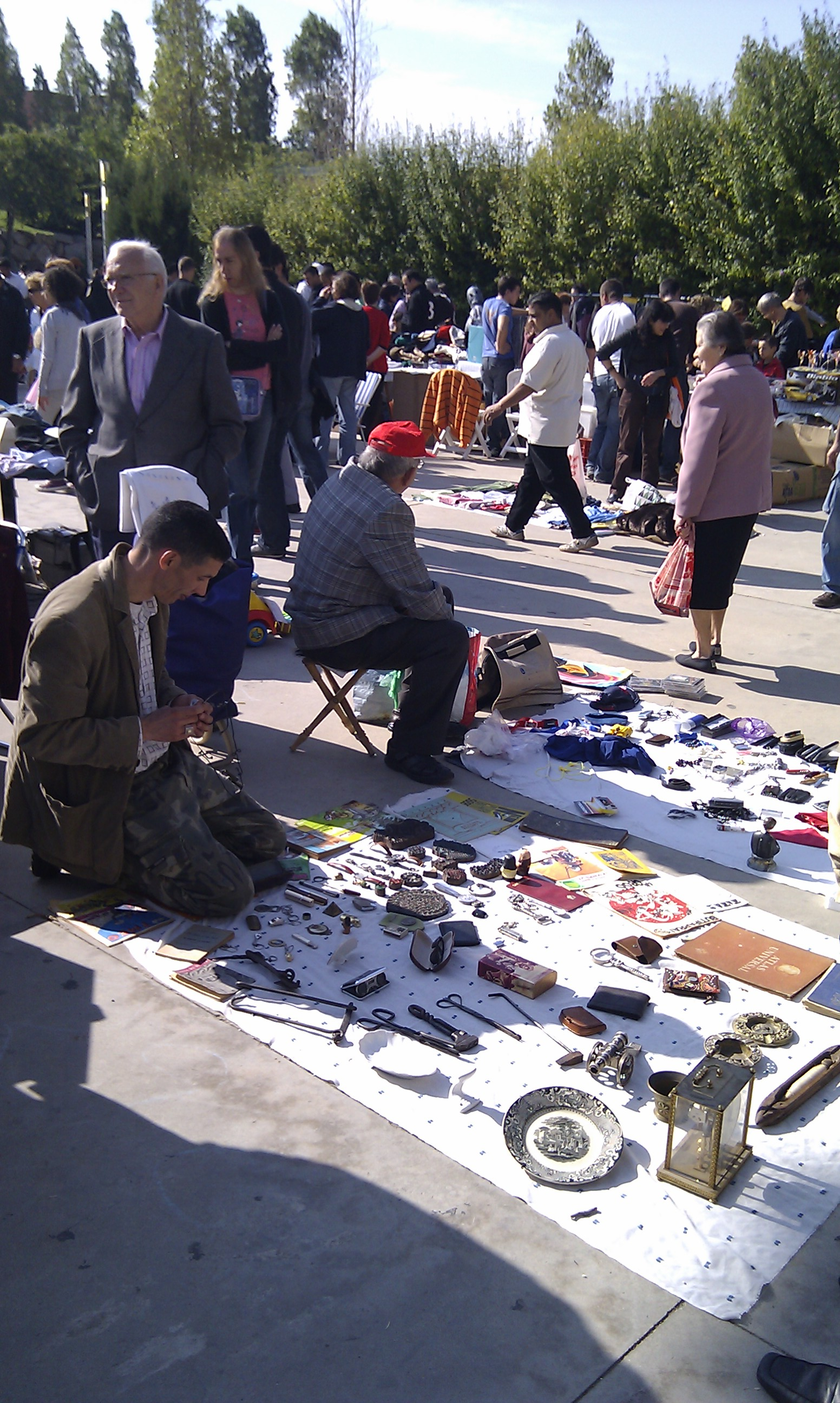
El Mercat del Trasto al Parc de les Muntanyetes l'any 2010.

Amb uns turonets artificials com els seus elements característics, en la seva part més alta hi ha dues petites plataformes on estan ubicats els jocs infantils. Aquesta zona de turons també disposa de camins i zones verdes per a passejar i relaxar-se. D'altra banda, el reciente del parc també compta amb àmplies esplanades pavimentades amb arbrat; és accessible per tots els carrers, amb tot només està parcialment adaptat a discapacitats.
Anualment s'hi celebra el Mercat del Trasto, de gran èxit, on els ciutadans poden sol·licitar a l'Ajuntament col·locar una parada en el parc per vendre objectes usats, així promoure la reutilització de productes i la reducció de residus, donant un valor a objectes usats en bon estat i serveixin a alguna altra persona.

## Transport
Està comunicat amb diverses línies d'autobusos operades per TUSGSAL:
- B17 (Sta. Coloma Rbla. St. Sebastià - Badalona Francesc Layret)[1]
- B23 (Badalona Av. Itàlia - Barcelona Bon Pastor)[1]
- B27 (Sta. Coloma Oliveres - Badalona H. Can Ruti)[1]
- B29 (Badalona Montigalà - Tiana Poliesportiu)[1]
- N2 (L'Hospitalet de Llobregat Av. Carrilet - Badalona H. Can Ruti)[5]
- N9 (Barcelona Pl. Portal de la Pau - Tiana Edith Llaurador)[1]